# Bellecombe
Bellecombe – miejscowość i gmina we Francji, w regionie Burgundia-Franche-Comté, w departamencie Jura.
Według danych na rok 1990 gminę zamieszkiwało 71 osób, a gęstość zaludnienia wynosiła 6 osób/km² (wśród 1786 gmin Franche-Comté Bellecombe plasuje się na 672. miejscu pod względem liczby ludności, natomiast pod względem powierzchni na miejscu 341.).